# Exit 0
Exit 0 è il secondo album in studio del cantautore statunitense Steve Earle, pubblicato nel 1987 a nome Steve Earle & The Dukes.

## Tracce
Testi e musiche di Steve Earle eccetto dove indicato.
1. Nowhere Road – 2:27 (Earle, Reno Kling)
2. Sweet Little '66 – 2:38
3. No. 29 – 3:30
4. Angry Young Man – 4:24 (Earle, John Porter McMeans)
5. San Antonio Girl – 3:06
6. The Rain Came Down – 4:11 (Earle, Michael Woody)
7. I Ain't Ever Satisfied – 4:00
8. The Week of Living Dangerously – 4:26
9. I Love You Too Much – 3:37
10. It's All Up to You – 5:42 (Earle, Harry Stinson)